# Onychopterocheilus albidus
Onychopterocheilus albidus är en stekelart som först beskrevs av Giordani Soika 1941.  Onychopterocheilus albidus ingår i släktet Onychopterocheilus och familjen Eumenidae. Utöver nominatformen finns också underarten O. a. aramaeus.